# Día Mundial de la Ciencia para la Paz y el Desarrollo

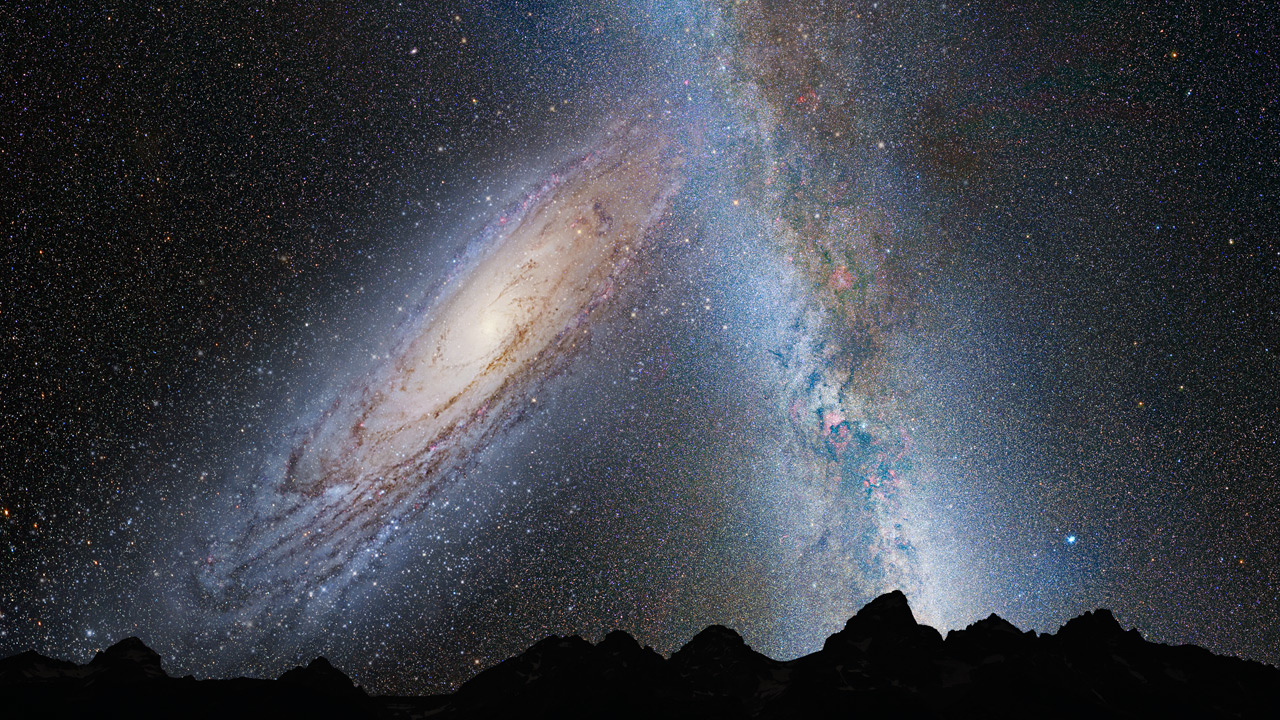

El Día Mundial de la Ciencia para la Paz y el Desarrollo es una jornada que se celebra anualmente el 10 de noviembre desde 2002, fue establecido por la UNESCO en 2000 .

## Proclamación
El Día Mundial de la Ciencia para la Paz y el Desarrollo fue proclamado por la UNESCO el 2 de noviembre de 2001, con la participación de 1,800 delegados de 155 países, más de 60 organizaciones internacionales y 80 ministros de ciencia y tecnología como respuesta a la Conferencia Mundial sobre la Ciencia de 1999 en Budapest, organizada junto al Consejo Internacional para la Ciencia (CIC). Este día subraya la importancia de la ciencia en la promoción de la paz  y el desarrollo sostenible, con énfasis en áreas como la gestión del agua dulce, la conservación de los océanos y costas, la preservación de la biodiversidad y la construcción de comunidades seguras e inclusivas. Asimismo, busca reducir la brecha entre la ciencia y la sociedad, fomentando una mayor comprensión y confianza en el conocimiento científico.

## Celebración
Este día se conmemora anualmente el 10 de noviembre y su primera celebración tuvo lugar en 2002. La UNESCO coordina esta celebración, enfatizando la importancia de la toma de decisiones éticas y bien fundamentadas en el uso de la ciencia y la tecnología, particularmente en campos como la bioética. Esta celebración se ve reforzada con el Foro Mundial de la Ciencia, que se celebra bienalmente en fechas cercanas y que refuerza el compromiso global con los temas científicos prioritarios y sirve como plataforma para revisar los avances en los objetivos proclamados en la Declaración sobre la Ciencia y el Uso del Saber Científico. Además, esta celebración marca el inicio de la Semana Internacional de la Ciencia y la Paz, una iniciativa derivada del Año Internacional de la Paz de 1986 y formalizada por la Asamblea General de la ONU el 6 de diciembre de 1988. Durante esta semana, se llevan a cabo diversas actividades que refuerzan el compromiso global con el uso pacífico de la ciencia.

## Temas
- 2002: Primera celebración[10][6]
- 2003: Science as an instrument of peace: from talk to action,[11] ('La ciencia como un instrumento de paz: de las palabras a la acción')
- 2004: Social progress and better standards of life in larger freedom,[12] ('Progreso social y mejores niveles de vida en una mayor libertad')
- 2005: The crucial importance of South-South cooperation in science and technology,[13]  ('La importancia crucial de la cooperación Sur-Sur en ciencia y tecnología')
- 2006: Sin tema[14]
- 2007: Benefits of investing in Science and Technology,[15] ('Beneficios de invertir en ciencia y tecnología')
- 2008: Sin tema[16]
- 2009: Astronomy,[8] ('Astronomía')
- 2010: Science for the rapprochement of peoples and cultures,[8] ('Ciencia para el acercamiento de los pueblos y las culturas')
- 2011: Towards green societies,[8]  (Hacía sociedades verdes')
- 2012: La ciencia para la sostenibilidad mundial: interconexión, colaboración, transformación[17]
- 2013: Science for Water Cooperation: Sharing Data, Knowledge and Innovations,[18] ('Ciencia para la Cooperación agua: el intercambio de conocimientos, datos e información')
- 2014: Quality Science Education: ensuring a sustainable future for all,[19] ('Educación científica de calidad: asegurando un futuro sostenible para todos')
- 2015: La ciencia al servicio de un futuro sostenible,[20]
- 2016: Celebrar los centros y los museos de ciencias,[21]
- 2017: La ciencia para el entendimiento mundial[22]
- 2018: Science, A Human Right,[23] ('Ciencia, un derecho humano')
- 2019: Open Science, leaving no one behind[24] ('Ciencia Abierta, sin dejar a nadie atrás')
- 2020: Día Mundial de la Ciencia para la Paz y el Desarrollo[25]
- 2021: Crear comunidades preparadas para el cambio climático[26]
- 2022: Ciencias Básicas para el Desarrollo Sostenible[27]
- 2023: Generar confianza en la ciencia[28]